# NGC 2691
NGC 2691 é uma galáxia espiral (Sa) localizada na direcção da constelação de Lynx. Possui uma declinação de +39° 32' 21" e uma ascensão recta de 8 horas, 54 minutos e 46,3 segundos.
A galáxia NGC 2691 foi descoberta em 20 de Março de 1787 por William Herschel.